# 吴元俊
吳元俊（英文名：Patrick Woo，1955年1月7日—），原名吳繼民，藝名吳元俊，又名元俊。6歲的時候跟随父母在香港定居。12歲加入由著名京劇大師于占元開辦的「中國戲劇學院」學習京劇，以師父名字最後一個字取名輩份，所有徒弟都以元字開頭，俗稱「元」字輩，而最晚進入師門的關門弟子，于師父給其取名「元俊」，在劇校專攻「麒麟童」老生。1973年畢業，與成龍、元彪、洪金寶為師兄弟關係，為「七小福」成員之一。畢業後簽約麗的電視（前亞洲電視）成為旗下合約演員，除拍攝電視劇外，亦因精湛的歌藝及舞蹈而經常獲邀在《家燕與小田》節目作演出嘉賓，後更獲公司力捧，擔任《星期一晚會》的主持。電影全盛時期，香港邵氏電影公司力邀加盟為旗下合約演員，由於演技精湛，廣為不同導演聘用。
首任妻子為香港酒廊歌手蘇珊，育有一女，二人離婚收場。

## 個人年表
- 1973年：畢業於香港中國戲劇學院。與成龍、洪金寶、元彪、元華、元秋等為同門師兄姐。
- 1974年：與麗的電視簽約電視台，正式成為主要演員。
- 1978年：加盟香港邵氏電影公司成為旗下一線男演員。
- 1980年：與台灣中國電視公司簽約成為演員。
- 1987年：回香港簽約香港亞洲電視，演不同角色，並經常以主持及歌手演出，多元化全面發展，奠定以演技、實力派、性格演員路線，大獲好評。
- 2001年：應新傳媒電視的邀请，演出中、港、台製作，著名監製鞠覺亮作品《掃冰者》。
- 2007年：被大陸邀請，拍攝電視劇《書劍恩仇錄》，後在北京居住。除演出電影電視以外，也參與策劃及幕後工作。
- 2016年：在大陸直播平台「花椒直播」創辦「俊王府」作直播主持，主題環繞事業、工作、愛情及家庭問題，為聽眾分享，聽眾層甚廣，包括中學生、專業人仕等等。
- 2017年: 被譽為香港長壽電視節目《最 FIT 拍擋 》力邀回港加盟演出，2017下半年將展開一連串突破計劃。

## 電影
| - 他的爸的媽媽的 - 唐山五虎 - 連城訣 - IQ零蛋 - 佛都有火 - 飛屍 | - 黑蜥蜴 - 倫文敘與柳先開 - 憤怒的玫瑰 - 新濟公活佛 - 情人看刀 | - 褲甲天下 - 碧血劍 - 龍之爭霸 - 豬標一族 - 血在風上 | - 彈道 - 珠源情 - 七夜惊魂 - 珠源情 - 匠邪神劍 |

## 電視劇
| - 封神榜 - 龍盘虎踞 - 恩怨情 | - 十大奇案 - 十大奇案 - 跛豪 - 七俠五義 | - 香港屋簷下 - 子夜 - 獅子山下 | - 廉政風暴 - 星星月亮太陽 |

| - 天堂夢 - 法外英雄 - 野櫻花 - 豪俠傳 - 街市忍者 - 十月風暴 | - 皇家檔案 - 皇家檔案 # 2 - 皇家檔案 # 3 - 中華英雄 - 龍傳岭風雲 - 隔離差館有隻鬼 | - 美麗的謊言 - 吉宅 - 鳳凰傳說 - 包青天 - 第三間電台 - 暴雨燃燒 | - 有房出租之逃妻 - 精武門 - 飄零燕 - 千王之王重出江湖 - 衝出校園 |

| - 書劍恩仇錄 - 大潮如歌 | - 俠隱記 - 狐仙 | - 誰解女人心 - 愛情 | - 吉祥天寶 |

| - 裴翠谷 - 不歸劍 - 大執法 - 鐵漢嬌娃 - 少林小福星 - 神州俠侶 - 降龍羅漢 | - 輕霧 - 玉牒 - 武林外史 - 含羞草 - 秦始皇 - 回首已天藍 - 七輩婦 | - 誰騙了我 - 包青天之五鼠鬧東京 - 輾轉紅蓮 - 新玫瑰瞳鈴眼之摩登女騙徒 - 破茧 - 蝴蝶密碼 | - 2003台灣奇案全年系列─常駐演員 - 2005台灣奇案全年系列─常駐演員 - 2006台灣奇案全年系列─常駐演員 - 2007台灣奇案全年系列─常駐演員 - 2008傳奇劇場(台灣奇案篇)─虎爺嘆本命、喜沖喜 - 春暖花蓮 - 懷玉傳奇 |

## 電視節目主持
亞洲電視《星期一晚會》

## 演唱嘉賓
亞洲電視 《家燕與小田》《1988亞洲電視台慶》《1989亞洲電視台慶》《1990亞洲電視台慶》《1993亞洲電視台慶》《1993亞洲電視環球小姐選美》《1994亞洲電視台慶》《1995亞洲電視台慶》

## 直播主持
2016年開始，吳元俊在國內直播平台「花椒直播」中創立了《俊王府》，並親自主播及創立别樹一格之模式，深受粉絲歡迎，《俊王府》主题均環繞工作、事業、愛情、家庭為主線，在直播室中吳元俊以班長之稱號，每到之訪客，均需跟隨規舉，如打招呼，不準離題插咀等等，整個過程、以至小節，均由吳元俊構思，他以反一般主持人模式，以不包裝，不拘小節與粉絲互動，其粉絲層年齡很廣，由於手法獨特，吸引不少香港、東南亜及美加華人上線觀看。